# Shannonomyia cacoxena
Shannonomyia cacoxena är en tvåvingeart. Shannonomyia cacoxena ingår i släktet Shannonomyia och familjen småharkrankar.

## Underarter
Arten delas in i följande underarter:
- S. c. cacoxena
- S. c. mendica